# Zyryab
Zyryab – dwunasty album studyjny hiszpańskiego gitarzysty flamenco Paco de Lucii, wydany w 1990. Podczas nagrań płyty muzyka wspomagał amerykański pianista jazzowy Chick Corea oraz andaluzyjski gitarzysta Manolo Sanlúcar.

## Tytuł albumu
Nazwa płyty związana jest z Zirjabem – urodzonym w Bagdadzie – muzykiem i śpiewakiem tworzącym w IX wieku na kordobskim dworze Umajjadów. Był on również dyplomatą, prekursorem kosmetologii, a także arbitrem elegancji, który w nieoceniony sposób wpłynął na styl życia średniowiecznej Hiszpanii oraz Europy. Ziryab miał niebagatelny udział w historii andaluzyjskiej muzyki. To on przedstawił Hiszpanom Perską lutnię, która w późniejszym czasie stała się hiszpańską gitarą.

## Lista utworów
Wszystkie utwory skomponowane przez Paco de Lucię, poza zaznaczonymi
| 1. | "Soniquete"                                             | 7:35  |
|    |                                                         |       |
| 2. | "Tío Sabas"^                                            | 5:04  |
|    |                                                         |       |
| 3. | "Chick"                                                 | 3:46  |
|    |                                                         |       |
| 4. | "Compadres" (de Lucía, Manolo Sanlúcar)                 | 5:15  |
|    |                                                         |       |
| 5. | "Zyryab"                                                | 6:15  |
|    |                                                         |       |
| 6. | "Canción de Amor"                                       | 4:20  |
|    |                                                         |       |
| 7. | "Playa del Carmen"                                      | 4:28  |
|    |                                                         |       |
| 8. | "Almonte (Fandangos de Huelva)" (de Lucía, Chick Corea) | 5:36  |
|    |                                                         |       |
|    |                                                         | 42:19 |
|    |                                                         |       |
^ Utwór "Tío Sabas" twórca zadedykował Sabicasowi – zmarłemu w roku publikacji albumu, romskiemu kompozytorowi flamenco.

## Personel
Skład

- Paco de Lucía – gitara flamenco, producent, śpiew (tło)
- Joan Albert Amargós – klawisze
- Carles Benavent – gitara basowa, mandolina
- Chick Corea – fortepian
- Rubem Dantas – cajón
- Pepe de Lucía – śpiew (tło)
- Tino di Giraldo – cajón, perkusja, tabla
- Jorge Pardo – flet, saksofon
- El Potito – śpiew (tło)
- Manolo Sanlúcar – gitara
- Claudio Lugli – ubiór
- Manuel Nieto – fotografie
- Faustino Núñez – wkładka